# Tiangong 2
Tiangong 2 (chiń. 天宫二号, Pałac Niebiański nr 2) – chiński moduł orbitalny przeznaczony do eksperymentów na orbicie z udziałem załogowego statku kosmicznego Shenzhou 11 oraz towarowego Tianzhou. Eksperymenty te stanowiły etap w pracach nad chińską stałą stacją kosmiczną. Tiangong 2 umieszczony został na orbicie 15 września 2016 r. za pomocą rakiety Chang Zheng 2F. W październiku 2016 roku zacumował do niego załogowy Shenzhou 11 z dwójką załogi, a w kwietniu 2017 zadokował zaopatrzeniowy Tianzhou 1. 18 lipca 2019 rozpoczęto zaplanowane manewry mające na celu deorbitację stacji. Zejście z orbity miało miejsce 19 lipca, szczątki stacji spadły do południowego Pacyfiku.

## Charakterystyka
Tiangong 2 pierwotnie stanowił zapasowy egzemplarz do misji Tiangong 1, jest zatem zbliżony do swojego poprzednika kształtem jak i rozmiarami. Posiada ulepszony system podtrzymywania życia, umożliwiający miesięczny lub dłuższy pobyt załogi na jego pokładzie. Wcześniejsze spekulacje, że Tiangong 2 będzie modułem większym niż poprzednik, o rozmiarach zbliżonych do radzieckich stacji orbitalnych Salut, nie potwierdziły się.
Parametry techniczne statku Tiangong 2:
- załoga: 3 osoby
- długość: 10,4 m
- średnica: 3,35 m
- pojemność hermetyzowana: 15 m³
- masa: 8,5 t
- liczba portów cumowniczych: 1 lub 2

## Wyposażenie
Laboratorium wyposażone zostało w sprzęt do ćwiczeń (rower stacjonarny i bieżnię), pozwalający kosmonautom na zachowanie sprawności fizycznej przez cały pobyt. Na jego pokładzie znajdowała się także aparatura do eksperymentów medycznych, upraw roślinnych oraz wyposażenie do napraw.

## Loty do laboratorium
17 października 2016 roku wystartowała misja Shenzhou 11, która 18 października połączyła się z modułem. Uczestniczący w misji kosmonauci Jing Haipeng i Chen Dong pozostali na pokładzie laboratorium do 17 listopada.
20 kwietnia 2017 roku w stronę laboratorium wystartował automatyczny transportowiec Tianzhou 1. Po dwóch dniach odbyło się pomyślne dokowanie, a następnie przetoczenie paliwa. Drugi test systemów odpowiedzialnych za tankowanie na orbicie odbył się 14 czerwca i zakończył sukcesem. Operacja ta pozwoliła utrzymać TG-2 na orbicie przez kolejne lata (do 2019 roku) celem testów zachowania sprzętu w locie długookresowym.